# Перемога (село, Харьковский район)
Перемо́га (укр. Перемога) — село,
Терновский сельский совет,
Харьковский район,
Харьковская область, Украина.
Код КОАТУУ — 6325184502. Население по переписи 2001 года составляет 850 (396/454 м/ж) человек.

## Географическое положение
Село Перемога находится на обеих берегах реки Большая Бабка на склонах балки Бабской (ниже по течению — Бабчанского яра) и по берегам ручьёв, в данную реку впадающих; 
на автомобильной трассе Шестаково (Харьковская область) — Волчанск (Харьковская область);
ниже по течению Б. Бабки на расстоянии в 3 км расположено село Фёдоровка (Волчанский район).
На реке и её притоках имеется несколько запруд.

## История
- Конец 18 либо начало 19 века — дата основания хутора Рогачёвка[1] на склоне балки Бабская[5] и хутора Резановка[6] напротив урочища Круглик на возвышенности между балками Западный яр и Клин.[7]
- Конец 19 века (после 1868 года) — дата основания нескольких хуторов по берегам рек и ручьев, впадающих в реку Большая Бабка:

Красного хутора — на левом склоне балки Красная,
Мартыновки — ниже балки Клин на правом (западном) склоне балки Бабка,
Гордиенко — на левом (восточном) клоне балки Бабка выше впадения в неё балки и пересыхающей речки Купьеваха (река),
и двух хуторов на левом (восточном) склона балки Бабская, переименованных в 1920-х годах в посёлок Победа (укр. Перемога).
- 1929 — дата преобразования и объединения местных товариществ совместной обработки земли (ТСОЗ) в совхоз «Победа» (Перемога) в честь 10-летия победы РККА в данной местности над белой армией Деникина: Харьков и Перемога были взяты красными у белых в десятых числах декабря 1919 года.
- На восточном склоне Бабской балки находились жилые дома двух составивших село переименованных хуторов — Перемога и Перемога II; а на западном склоне балки — свинарники, коровники, фруктовые сады и совхозное производство. До ВОВ совхоз специализировался в основном на свиноводстве.[1]
- В 1940 году, перед ВОВ,

 — в посёлке Перемога были 37 дворов и поселковый совет; на хуторах:
 — Красном — 10 дворов,
 — Рязановке — 13 дворов,
 — Рогачёвке — 19 дворов,
 — Мартыновке — 7 дворов,
 — Гордиенко — 19 дворов
(в двух хуторах Перемога/Победа кол-во дворов не было указано).
- Перемога была оккупирована немецко-фашистскими войсками в самом конце октября 1941 года.
- Утром 15 марта 1942 года Перемога была освобождена Советской армией, вечером того же дня опять оккупирована.[9]
- В мае 1942 года РККА начала наступление на вермахт с двух направлений — из Барвенково и Салтова — с целью окружить оккупированный немцами 25 октября 1941 Харьков (закончившееся Барвенковским котлом). Пространство между Перемогой и Терновой (и далее к Белгороду) стало местом ожесточённых боёв.[9]
- 12 мая 1942 года село было освобождено наступающими советскими войсками.[9]
- 15 мая 1942 года в бою у совхоза «Перемога» артдивизион капитана РККА И. И. Криклия уничтожил 43 немецких танка.[10]
- После ВОВ все перечисленные хутора были объединены с посёлком Перемога.
- После ВОВ Переможский поселковый совет был присоединён к Терновскому сельсовету.
- После 1940-х годов совхоз стал специализироваться на плодоовощном направлении, в основном на выращивании яблок и производстве вина.
- В 1967 году совхоз «Перемога» специализировался на плодово-ягодном производстве и имел 5 600 гектаров сельскохозяйственных угодий.
- В 1976 году совхоз имел 2590 га сельхозугодий.
- В 1993 году в селе действовали совхоз «Перемога», библиотека, детский сад, магазины, медпункт, почтовое отделение связи, сберкасса, телефонная станция.[11]

### Бои 12-17 мая 1942 года
- 12 мая 1942 года РККА начала наступление на вермахт с двух направлений — из Барвенково и Волчанска-Салтова (с Салтовского плацдарма на правобережье С. Донца) — с целью окружить оккупированный немцами 24-25 октября 1941 года Харьков (закончившееся Барвенковским котлом). Пространство между Непокрытой-Перемогой-Терновой (и далее к Белгороду) стало местом ожесточённых боёв.

32-й гвардейский артиллерийский полк прикрывал фланг 42-го гвардейского стрелкового полка 13-й гвардейской стрелковой дивизии 28-й Армии Юго-Западного фронта в боях на Харьковском направлении.
Артиллерийский дивизион под командованием капитана Ивана Криклия «выбивал» наступающие на советские позиции фашистские танки.
Артиллеристы и бронебойщики метко били по врагу, нанося весьма ощутимые потери.
За два дня непрерывных боев 1-й артиллерийский дивизион 32-го ГвАП под командованием Криклия уничтожил 32 вражеских танка. Капитан Криклий лично подбил 5 фашистских машин, но сам был тяжело ранен и эвакуирован в тыл. 16 мая 1942 года капитан Криклий скончался от ран.
Когда погибли несколько номеров боевого расчёта, старший сержант того же дивизиона А. В. Смирнов продолжал вести огонь даже после того, как осколком снаряда ему оторвало кисть руки.
Капитан Иван Ильич Криклий стал первым кавалером ордена Отечественной войны I степени (сам орден за № 312368 был передан его семье только в 1971 году.)
Такой же награды удостоились старший сержант Алексей Васильевич Смирнов и политрук соседнего дивизиона 776-го артиллерийского полка Иван Константинович Стаценко.
Остальные бойцы артиллерийского расчета — красноармейцы Григорьев Николай Ильич, Кулинец Алексей Иванович, Петрош Иван Полехтович, старший сержант Жарков Степан Трифонович, сержанты Немфир Михаил Григорьевич и Нестеренко Пётр Васильевич — были удостоены ордена Отечественной войны II степени.

## Достопримечательности
- Братская могила советских воинов. Похоронены 178 погибших воинов 95-й и 13-й гвардейской стрелковых дивизий, погибших в боях за Старосалтовский плацдарм в январе-мае 1942 года и в феврале 1943 года.[12]